# 志池
志池(しいけ)は岡山県玉野市玉原にあるため池である。

## 概要
また、河川が接続されており、志池は河口となっている(但し、白砂川(瀬戸内海に注ぐ)の場合は源流となっている)。玉野市は乾燥して降水量が少ない地域であるため、志池のほかにもたくさんのため池が存在する。

## 歴史
昭和20年代までは、池の周囲ははげ山状態であり、池から工業用水を取水していた三井造船は、国に土砂流出の防止対策を求め大規模な治山工事がなされた。昭和30年代に入ると、工業用水の取水は高梁川からの用水に切り替わった。

## 周辺
- 特別養護老人ホーム フェニックス
- 玉野市民総合運動公園